# Алексеев, Михаил Николаевич (геолог)
Михаил Николаевич Алексеев (1923—2008) — советский и российский геолог, специалист по четвертичной геологии, заместитель председателя Комиссии по изучению четвертичного периода.

## Биография
Родился 18 марта 1923 года в городе Серпухове (Московская область) в семье агронома.
Во время Великой Отечественной войны был на фронте. В 1945 году вступил в ВКП(б).
В 1950 году окончил Голого-разведочный факультет Московский нефтяной институт.
Работал в лаборатории четвертичной геологии Геологического института АН СССР/РАН:
- 1950 — младший научный сотрудник
- 1964 — старший научный сотрудник
- 1986 — руководитель лаборатории геологии и истории четвертичного периода
- 1989 — главный научный сотрудник.

Начал заниматься статиграфией кайнозойских отложений различных структурных зон восточной части Сибирской платформы и их корреляцией.
В 1959 году он защитил кандидатскую диссертацию по стратиграфии континентальных неогеновых и четвертичных отложений Вилюйской впадины и долины нижнего течения реки Лены.
Исследовал северо-восточную часть Сибирской платформы с целью составления единой стратиграфической схемы антропогена на биостратиграфической основе. Изучал костные остатки млекопитающих, хазарского, тираспольского и таманского фаунистических комплексов. Использовал палеоботанический метод, спорово-пыльцевые и карпологические исследования ископаемой флоры. В 1962 году опубликовал коллективную монографию «Стратиграфия и корреляция неогеновых и четвертичных отложений северо-восточной части Сибирской платформы и её восточного складчатого обрамления».
В 1964—1967 годах работал с коллекциями в научных геологических институтах Японии, Китая, Таиланда, Бирмы и Индии.
В 1976 году защитил докторскую диссертацию на тему «Антропоген Восточной Азии».
В 1980-х годах был председателем Рабочей группы «Шельф» секции геологии Комиссии Президиума АН СССР по Проблемам Мирового океана. Под его руководством был составлен атлас палеогеографических карт «Шельфы Евразии в мезозое и кайнозое» (Великобритания, 1991).
Руководитель лаборатории геологии и истории четвертичного периода Геологического института АН СССР (1986—1989)
В 1990-х годах работал по теме «Строение и основные этапы развития шельфов России; хронологические и структурные закономерности размещения на них полезных ископаемых». Был главным редактором атласа «Геология и полезные ископаемые шельфов России» (Россия, 2004).
Был участником и руководителем российских секций нескольких проектов:
- Международная программа геологической корреляции
- Граница неогена и четвертичного периода
- Континентальные шельфы в четвертичный период
- Континентальные шельфы в период последнего ледникового максимума
- Глобальная корреляция позднекайнозойских флювиальных отложений.

Член редколлегии научных журналов:
- Стратиграфия. геологическая корреляция
- Бюллетень Комиссии по изучению четвертичного периода, главный редактор (1989—2003).

Скончался 9 января 2008 года в Москве.

## Членство в организациях
- Комиссия по изучению четвертичного периода, заместитель председателя.
- Председатель Рабочей группы «Шельф» Научного совета РАН по проблемам Мирового океана
- Международный союз по изучению четвертичного периода (INQUA), вице-президент.
- Межправительственный координационный комитет по прибрежным и шельфовым геонаучным программам Восточной и Юго-Восточной Азии (ССОР).